# Александър Карелин
Александър Александрович Карелин е руски съветки спортист, борец в стил класическа борба, „Герой на Руската федерация“ (1996), заслужил майстор на спорта на СССР (1988).
Той е 3-кратен олимпийски шампион в категория до 130 кг (1988, 1992, 1996), 9-кратен световен шампион (1989 – 1991, 1993 – 1995, 1997 – 1999), 12-кратен европейски шампион, сребърен медалист от XXVII летни олимпийски игри в Сидни (2000), младежки световен шампион (1988), многократен шампион на СССР и Русия.
На 3 олимпиади е знаменосец на олимпийски отбор – на СССР (1988), на ОНД (1992), на Русия (1996). Признат е от световната спортна общност за най-добрия класически борец в историята на този спорт.
Депутат е в Държавната дума на Русия (1999, 2003, 2007), кандидат на науките (1998), доктор на науките (2002) (педагогика).
Александър Карелин е почетен жител на град Новосибирск.